# Alexander City
Alexander City is een plaats (city) in de Amerikaanse staat Alabama, en valt bestuurlijk gezien onder Tallapoosa County.

## Demografie
Bij de volkstelling in 2000 werd het aantal inwoners vastgesteld op 15.008.
In 2006 is het aantal inwoners door het United States Census Bureau geschat op 15.085, een stijging van 77 (0,5%).

## Geografie
Volgens het United States Census Bureau beslaat de plaats een oppervlakte van
100,9 km², waarvan 100,5 km² land en 0,4 km² water. Alexander City ligt op ongeveer 196 m boven zeeniveau.

## Plaatsen in de nabije omgeving
De onderstaande figuur toont de plaatsen in een straal van 32 km rond Alexander City.